# 安園站
安園站（越南语：／*/?）是越南河内市嘉林县的一個鐵路車站，有河老鐵路、河同鐵路、河太鐵路經過，距河内站11公里。铺设有标准轨及米轨共行的混合轨。每天设有河内站和同登站間運行的ĐĐ5/ĐĐ6次列车及本站至下龍站間的51501/2次列车。站南1千米处即安園大橋。